# امگا من
مرد اومگا (انگلیسی: The Omega Man) فیلمی در ژانر اکشن، علمی تخیلی، ژانر فاجعه، ترسناک، و درام به کارگردانی بوریس ساگال است که در سال ۱۹۷۱ منتشر شد. از بازیگران آن می‌توان به چارلتون هستون، آنتونی زربی، رزالیند کش و برایان توچی اشاره کرد.